# Villeneuve-sur-Allier
Villeneuve-sur-Allier – miejscowość i gmina we Francji, w regionie Owernia-Rodan-Alpy, w departamencie Allier.

## Demografia
Według danych na rok 1990 gminę zamieszkiwało 971 osób, a gęstość zaludnienia wynosiła 37 osób/km². W styczniu 2015 r. Villeneuve-sur-Allier zamieszkiwało 1047 osób, przy gęstości zaludnienia wynoszącej 39,9 osób/km².